# Efecto Glasgow

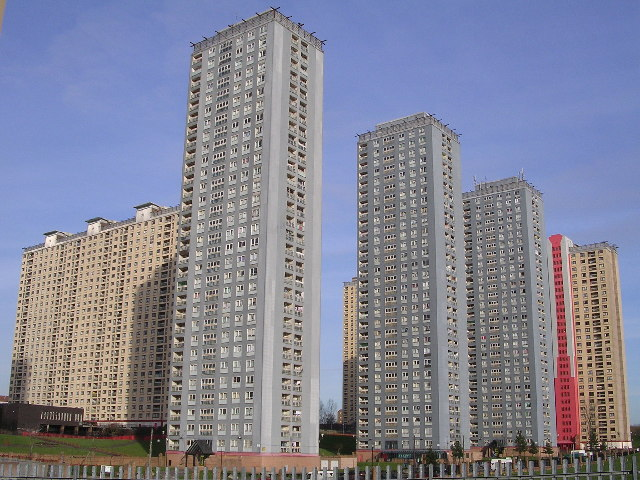
Los Red Road Flats, entre Balornock and Barmulloch, serán demolidos en 2017

El efecto Glasgow se refiere a la inexplicada mala salud y la baja esperanza de vida de los habitantes de Glasgow, Escocia, en comparación con el resto del Reino Unido y Europa. La hipótesis entre los epidemiólogos es que la pobreza por sí sola no parece explicar tal disparidad. Antiguas ciudades industriales del Reino Unido igualmente deprimidas como Birmingham, Liverpool y Manchester que se han enfrentado a efectos similares de la desindustrialización tiene esperanzas de vida más altas. Igualmente, el diez por ciento más rico de la población de Glasgow tiene una esperanza de vida inferior a la del mismo grupo en otras ciudades.
Se han propuesto varias hipótesis para explicar el efecto, incluyendo la deficiencia de vitamina D, inviernos fríos, niveles más altos de pobreza de lo que las estadísticas sugieren, altos niveles de estrés, y una cultura de la alienación y el pesimismo.